# ИФД Капиталъ
«ИФД КапиталЪ» — российский холдинг, созданный в начале 2003 года. Штаб-квартира расположена в Москве.
Корпоративным центром группы выступает интегрированный частный инвестиционный фонд «ИФД КапиталЪ», который ориентирован на координацию работы структурных подразделений и бизнесов, а также непосредственное инвестирование средств акционеров в бизнес-проекты. В структуру ИЧИФ «ИФД КапиталЪ» входят: ЗАО «ИФДК», инвестиционная компания «КапиталЪ».
В 2008 году «ИФД КапиталЪ» купила контрольный пакет «Русской Медиагруппы» (Русское радио, Радио Максимум, Хит FM, DFM, Радио Монте-Карло, RU.TV). В этом же году «ИФД КапиталЪ» вместе с «Русской медиаруппой» запустили интернет-проект в области легальной музыки — MUZ.RU.
Под управлением компаний «ИФД КапиталЪ» находится три офисных здания класса «А» в Москве общей площадью 26 тыс. кв. м. 
Ранее «ИФД КапиталЪ» принадлежали страховые компании («КапиталЪ Страхование», «КапиталЪ Перестрахование», «КапиталЪ Медицинское страхование», «КапиталЪ Страхование Жизни»). В 2007—2008 годах они были проданы структурам «Росгосстрах».
Суммарные активы группы по итогам 2012 года составили $14,7 млрд, суммарный собственный капитал — $ 7,5 млрд. Численность персонала на 2012 год — 7252 человек.
Товарный знак «ИФД КапиталЪ» похож на логотип американской компании AMD, известного производителя процессоров.